# Anas Biszr
Anas Biszr, Anas Beshr (arab. أنس بشر; ur. 19 lipca 1993) – egipski lekkoatleta, specjalista od biegów sprinterskich.
Początkowo uprawiał pięciobój nowoczesny.
Lekkoatletyczną karierę rozpoczął w 2013, w tym samym roku zdobył srebro igrzysk śródziemnomorskich w biegu na 400 metrów. W 2015 został wicemistrzem krajów arabskich.

## Osiągnięcia
| Rok  | Impreza                    | Miejsce        | Konkurencja        | Pozycja    | Wynik |
| ---- | -------------------------- | -------------- | ------------------ | ---------- | ----- |
| 2013 | Igrzyska śródziemnomorskie | Mersin         | bieg na 400 metrów | 2. miejsce | 45,79 |
| 2015 | Mistrzostwa panarabskie    | Manama         | bieg na 400 metrów | 2. miejsce | 45,61 |
| 2016 | Igrzyska olimpijskie       | Rio de Janeiro | bieg na 400 metrów | eliminacje | DQ    |

## Rekordy życiowe
- bieg na 400 metrów – 45,40 (2016) rekord Egiptu